# Star Trek: Un nou început
Star Trek (2009) este un film științifico-fantastic regizat de J. J. Abrams și scris de Roberto Orci și Alex Kurtzman. Este al unsprezecelea film Star Trek, protagoniștii fiind personajele principale din Star Trek, Seria originală, însă cu alți actori. Filmul se concentrează asupra lui James T. Kirk (Chris Pine) care se înrolează la Academia Flotei Stelare, prima sa întâlnire cu Spock (Zachary Quinto), și luptele lor cu Romulanii din viitor, care încearcă să modifice cursul natural al istoriei.
Dezvoltarea acestui proiect a început în 2005 când Paramount Pictures i-a contactat pe Abrams, Orci și Kurtzman pentru a revigora franciza Star Trek.

## Distribuție
- Chris Pine și Jimmy Bennett interpretează rolul lui James T. Kirk
- Zachary Quinto, Leonard Nimoy și Jacob Kogan interpretează rolul lui Spock
- Karl Urban este Dr. Leonard "Bones" McCoy
- Zoe Saldana - Nyota Uhura
- Simon Pegg - Montgomery "Scotty" Scott
- John Cho - Hikaru Sulu
- Anton Yelchin - Pavel Chekov
- Eric Bana - Captain Nero
- Bruce Greenwood - Christopher Pike, căpitanul Enterprise
- Ben Cross - Sarek: tatăl lui Spock
- Winona Ryder - Amanda Grayson: mama lui Spock
- Clifton Collins Jr. - Ayel: Nero's first officer.
- Chris Hemsworth - George Kirk: Kirk's father, who died aboard the USS Kelvin while battling the Romulans.
- Jennifer Morrison - Winona Kirk: Kirk's mother.
- Rachel Nichols - Gaila: An Orion Starfleet cadet.
- Faran Tahir - Richard Robau: Captain of the USS Kelvin.
- Deep Roy -  Keenser: Scotty's alien assistant on Delta Vega.
- Greg Ellis - Chief Engineer Olson: The redshirt who is killed during the space jump
- Tyler Perry - Admiral Richard Barnett: The head of Starfleet Academy.
- Amanda Foreman - Hannity, a Starfleet officer on the Enterprise bridge.
- Spencer Daniels - Johnny, a childhood friend of Kirk.
- Victor Garber - Klingonian Interrogator